# Emanuela Keller
Emanuela Keller (* 1964) ist Leitende Ärztin der Neurointensivstation des Universitätspitals Zürich (USZ) und Fachärztin für Innere Medizin und Intensivmedizin.

## Beruflicher Werdegang
Keller begann ihre berufliche Laufbahn 1988 als Forschungsassistentin am Institut für Physiologie an der Universität Zürich, nachdem sie in Zürich ihr Medizinstudium 1988 dort abgeschlossen hatte. 1989 absolvierte sie einen Postgraduate Course und war Forschungsassistentin in der Kardiologie am Hammersmith Hospital in London. 1989 bis 1992 war sie Assistenzärztin für Innere Medizin am Regionalspital Wädenswil und am Stadtspital Triemli in Zürich. 1993 bis 1995 war sie Assistenzärztin in der Anästhesie und unfallchirurgischen Intensivstation am Universitätsspital Zürich. 1994 erhielt sie ihren Facharzt für Innere Medizin. 1995 war sie Oberärztin für Innere Medizin am Stadtspital Triemli, Zürich. Seit 1998 ist sie Leitende Ärztin an der Neurointensivstation des Universitätsspitals Zürich. 2014 erhielt sie eine Professur als „Extraordinaria ad personam“ an der Universität Zürich.

## Auszeichnungen
2011 gewann Keller den Swiss Quality Award in der Kategorie Technologie. Zusammen mit Wissenschaftlern der ETH Zürich entwickelte sie eine Methode, wie neben der bereits bestehenden Sauerstoffmessung im Gehirn von einem Schlaganfall-, Schädel-Hirn-Trauma- oder Herzstillstandspatienten auch die Hirndurchblutung gemessen werden kann.
2014 erhielt sie ihre Professur an der Universität Zürich, an der sie unter anderem an Projekten zu „Data-Mining“ und „Cognitive Computing“ zur Datenverarbeitung und Therapieunterstützung in der Intensivmedizin forscht. 2017 erhielt sie über 500´000 CHF des Schweizerischen Nationalfonds für ihr Forschungsprojekt «ICU Cockpit: IT platform for multimodal patient monitoring and therapy support in intensive care and emergency medicine», das seit 2014 zwischen dem Universitätsspital Zürich in Zusammenarbeit mit der ETH Zürich und weiteren Partnern entwickelt wird. Das Cockpit erfasst Daten zahlreicher medizintechnischer Geräte in Echtzeit und soll Fehlalarme bei Patienten der Intensivmedizin reduzieren und möglicherweise kritische Komplikationen voraussagen. Das Projekt entwickelt Algorithmen zur Früherkennung epileptischer Anfälle und sekundärer Hirndurchblutungsstörungen.
Keller erhielt 2017 für ihr Forschungsprojekt «ICU Cockpit» 573'853 CHF des Schweizerischen Nationalfonds. Das Projekt wurde für die Teilnahme am Nationalen Forschungsprogramm «Big data» ausgewählt. Im «ICU Cockpit» werden mit Forschungspartnern der ETH Zürich, IBM Research und Supercomputing Systems Daten zahlreicher, medizintechnischer Geräte mit einer zeitlichen Auflösung von bis zu 200Hz erfasst und zeitsynchronisiert. Basierend auf «data mining»und künstlicher Intelligenz werden grosse Mengen an Daten dazu verwendet, komplexe pathophysiologische Zusammenhänge zu modellieren, um Algorithmen für Frühalarmsysteme und Therapieempfehlungen in der Notfall- und Intensivmedizin zu entwickeln. «Big Data» (NFP 75) des Schweizerischen Nationalfonds soll die wissenschaftlichen Grundlagen für einen wirksamen und angemessenen Einsatz von grossen Datenmengen liefern.

## Forschungsschwerpunkte
- Entwicklung neuer Messmethoden zur Überwachung der zerebralen Hämodynamik und Oxygenation mittels Nahinfrarotspektroskopie[2]
- Neuroprotektive Therapiekonzepte[2]
- Untersuchung der inflammatorischen Antwort nach Subarachnoidalblutung[5]
- „Data mining“ und „Cognitive Computing“ zur Datenverarbeitung und Therapieunterstützung in der Intensivmedizin[5]

## Mitgliedschaften
- „Editorial board“ der Zeitschriften Stroke: A Journal of Cerebral Circulation, Therapeutic Hypothermia and Temperature Management,[12] The Neurohospitalist[13][2]
- Förderbereich Life Sciences KTI (Kommission für Technologie & Innovation)[2]
- Kantonale Ethikkommission,[14] Zürich[2]